# Lezgové

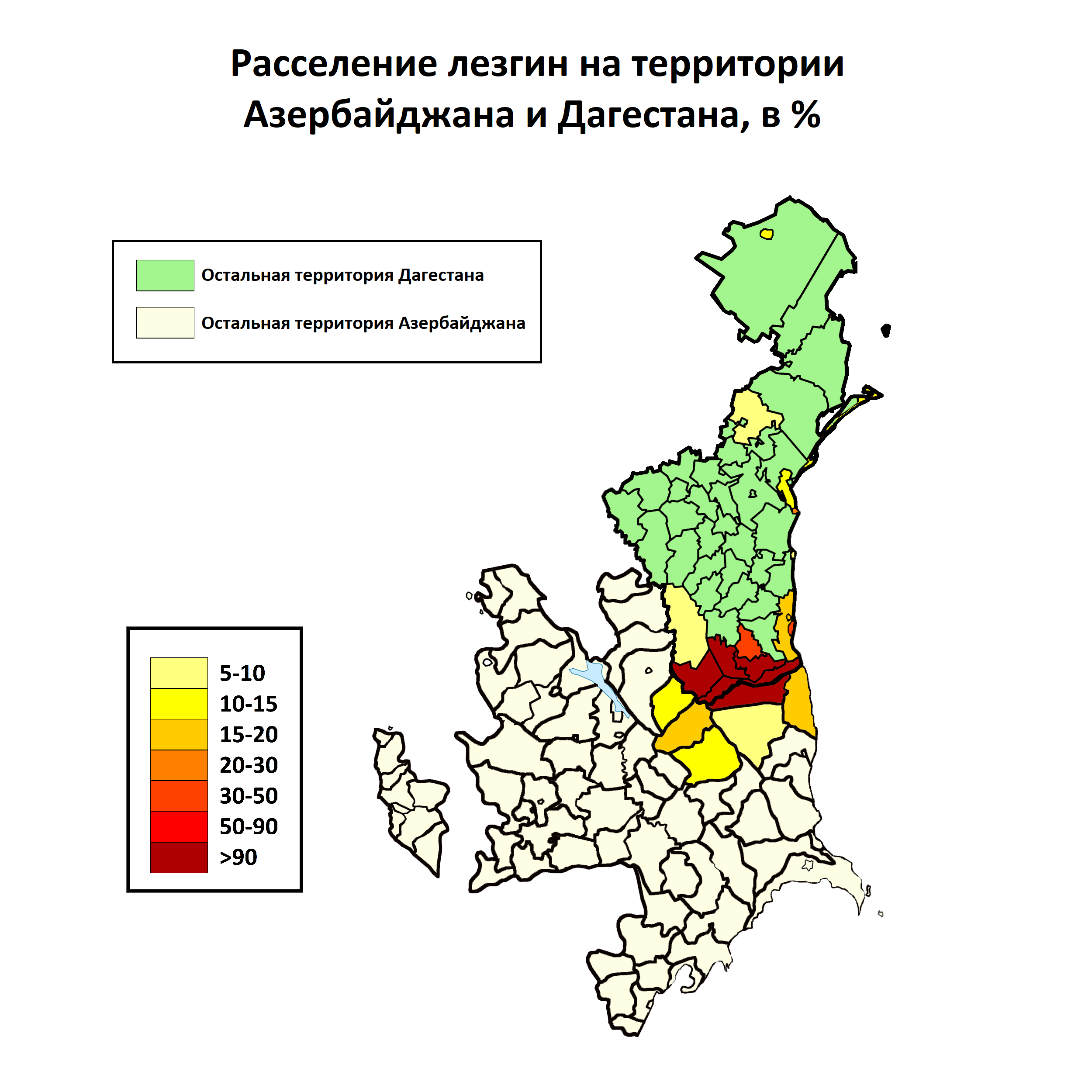
Mapa území obydleného Lezgy

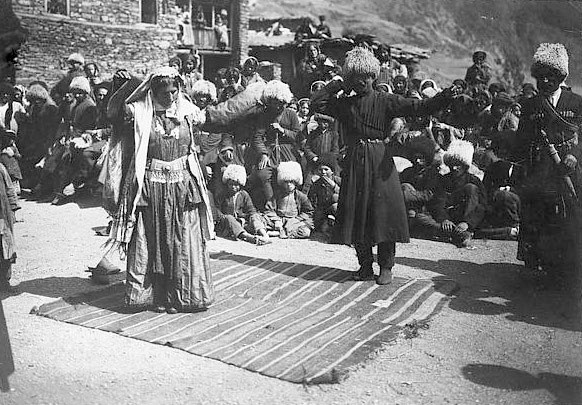
Lezginští tanečníci, okolo roku 1900

Lezgové nebo také Lezginci je národnost žijící v povodí řeky Samur na hranicích Dagestánu a Ázerbájdžánu. Jejich počet se podle různých odhadů pohybuje od 600 000 do jednoho milionu. Jejich jazyk, lezginština, patří do severovýchodokavkazské rodiny a zapisuje se upravenou cyrilicí. Vyznávají převážně sunnitský islám.
Lezgové obývají horské vesnice, věnují se pěstování obilí nebo brambor, pastevectví a tkaní koberců, struktura jejich společnosti je výrazně patriarchální. Jsou známi svým národním tancem lezginkou, pro který je charakteristické rychlé tempo a figury s rozpřaženýma rukama, napodobující let orla. Tradiční mužský oděv tvoří dlouhý kabát čucha a čepice papacha. Oblíbeným jídlem je afarar, placka z tenkého těsta plněná sýrem, skopovým masem a horskými bylinkami. Bohatá je lezginská ústní slovesnost, v níž vyniká hrdinský epos Šarvili.
Lezginci odvozují svůj původ od obyvatel starověké Kavkazské Albánie. Později žili pod nadvládou Osmanů a Peršanů, v 19. století se jejich země stala součástí Ruského impéria, v době kavkazské války mnoho Lezgů uprchlo do Turecka. V roce 1930 proběhlo neúspěšné protisovětské povstání, které vedl Mohamed Efendi Štulskim.
Po rozpadu Sovětského svazu bylo území osídlené Lezgy rozděleno mezi Rusko a Ázerbájdžán. Roku 1992 vzniklo hnutí Sadval (Jednota), usilující o sjednocení a sebeurčení země nazývané Lezgistán. Řada jeho členů byla v Ázerbájdžánu uvězněna pro obvinění z terorismu. Podle ázerbájdžánských údajů žije v zemi okolo 180 000 Lezgů, ale jejich organizace odhadují skutečný počet na více než čtvrt milionu. V roce 2012 vstoupili zástupci Lezgů do Organizace nezastoupených států a národů.